# Aire d'attraction de Chamonix-Mont-Blanc
L'aire d'attraction de Chamonix-Mont-Blanc est un zonage d'étude défini par l'Insee pour caractériser l’influence de la commune de Chamonix-Mont-Blanc sur les communes environnantes. Publiée en octobre 2020, elle se substitue à l'aire urbaine de Chamonix-Mont-Blanc, qui comportait 3 communes dans le zonage de 2010.

### Carte

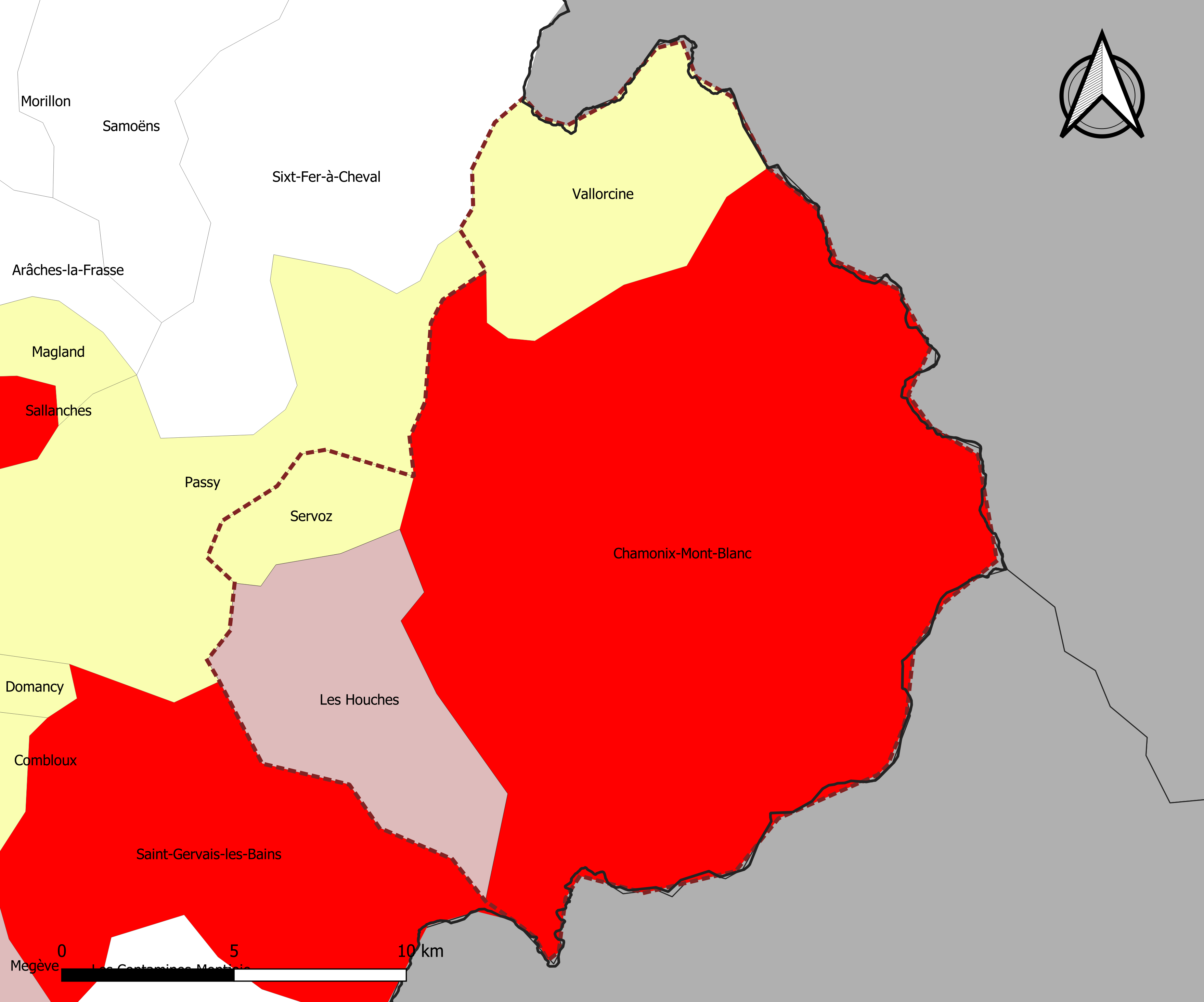
Carte de l'aire d'attraction de Chamonix-Mont-Blanc.
Commune-centre
Commune du pôle principal
Commune de la couronne

## Définition
L'aire d'attraction d'une ville est composée d’un pôle, défini à partir de critères de population et d’emploi ainsi que d’une couronne constituée des communes dont au moins 15 % des actifs travaillent dans le pôle. Le pôle d’attraction constitue ainsi un point de convergence des déplacements domicile-travail,.

## Géographie
L’aire d'attraction de Chamonix-Mont-Blanc est une aire intra-départementale qui comporte 4 communes dans la Haute-Savoie. 

### Composition communale
| Nom                                  | Code Insee | Département  | Statut                    | Superficie (km2) | Population (dernière pop. légale) | Densité (hab./km2) | Modifier                                    |
| ------------------------------------ | ---------- | ------------ | ------------------------- | ---------------- | --------------------------------- | ------------------ | ------------------------------------------- |
| Chamonix-Mont-Blanc (commune-centre) | 74056      | Haute-Savoie | commune-centre            | 116,53           | 8 673 (2022)                      | 74                 | modifier les données · modifier les données |
| Les Houches                          | 74143      | Haute-Savoie | commune du pôle principal | 43,07            | 3 529 (2022)                      | 82                 | modifier les données · modifier les données |
| Servoz                               | 74266      | Haute-Savoie | commune de la couronne    | 13,47            | 1 125 (2022)                      | 84                 | modifier les données · modifier les données |
| Vallorcine                           | 74290      | Haute-Savoie | commune de la couronne    | 44,57            | 432 (2022)                        | 9,7                | modifier les données · modifier les données |

## Démographie
Cette aire est catégorisée dans les aires de moins de 50 000 habitants, une catégorie qui regroupe 12,2 % de la population au niveau national,.